# Mala Bukovica (Słowenia)
Mala Bukovica – wieś w Słowenii, w gminie Ilirska Bistrica. W 2018 roku liczyła 161 mieszkańców.